# Grammonota zephyra
Grammonota zephyra là một loài nhện trong họ Linyphiidae.
Loài này thuộc chi Grammonota. Grammonota zephyra được Charles Denton Dondale miêu tả năm 1959.